# Joe Adams
Joe Adams (Little Rock, 22 novembre 1989) è un giocatore di football americano statunitense che gioca nel ruolo di wide receiver per i Carolina Panthers della National Football League (NFL). Fu scelto nel corso del quarto giro (104º assoluto) del 2012 dai Panthers. Al college ha giocato a football ad Arkansas.

## Carriera professionistica

### Carolina Panthers
Adams fu scelto nel corso del quarto giro del Draft 2012 dai Carolina Panthers. Giocò come kick returner nelle prime tre gare della stagione della squadra, dopo di che fu messo in panchina dopo aver perso due fumble contro i New York Giants.

## Vittorie e premi
Nessuno

## Statistiche
| Partite totali         | 9 |
| Partite da titolare    | 0 |
| Yard su ricezione      | 7 |
| Touchdown su ricezione | 0 |

Statistiche aggiornate alla stagione 2012